# Macarron
Macarron（マカロン）は、無料の画像共有サイトである。Facebookアカウントを利用してログインすることにより、画像・一言コメントなどの投稿ができる。
2016年にサイト公開。

## コンセプト
Bitterな気分をSweetに変える、マカロンみたいな素敵なモノをコレクションするサイト。